# GJ 357d
GJ 357d là một ngoại hành tinh "Siêu Trái Đất", nằm trong Khu vực có thể sống được của ngôi sao mẹ GJ 357. Các hành tinh trong quỹ đạo GJ 357 cách Trái Đất 31 năm ánh sáng, hệ hành tinh này là một phần của Chòm sao Trường Xà.

## Đặc điểm
Mặc dù GJ 357 d gần GJ 357 hơn 20% so với khoảng cách giữa Trái Đất và Mặt Trời. Vì vậy nó nhận được nhiều năng lượng như Sao Hoả. Do đó, nhiệt độ trung bình là -64 °F (-53 °C), chu kì quỹ đạo mất 55,70 ngày. Nếu di chuyển bằng con tàu vũ trụ đặc biệt từ Trái Đất, sẽ phải mất khoảng 660.000 năm để đến hành tinh này. Hành tinh này lớn gấp 6 lần về khối lượng và gấp đôi về kích thước so với Trái Đất.

### Ngôi sao mẹ
Ngôi sao này có loại quang phổ là M2.5V. Mặt Trời có loại quang phổ là G2V. Với khối lượng nhỏ hơn Mặt Trời một chút.

### Hệ hành tinh
Ngôi sao GJ 357 có 3 ngoại hành tinh quay quanh nó đã được công bố. Trong đó có GJ 357d.

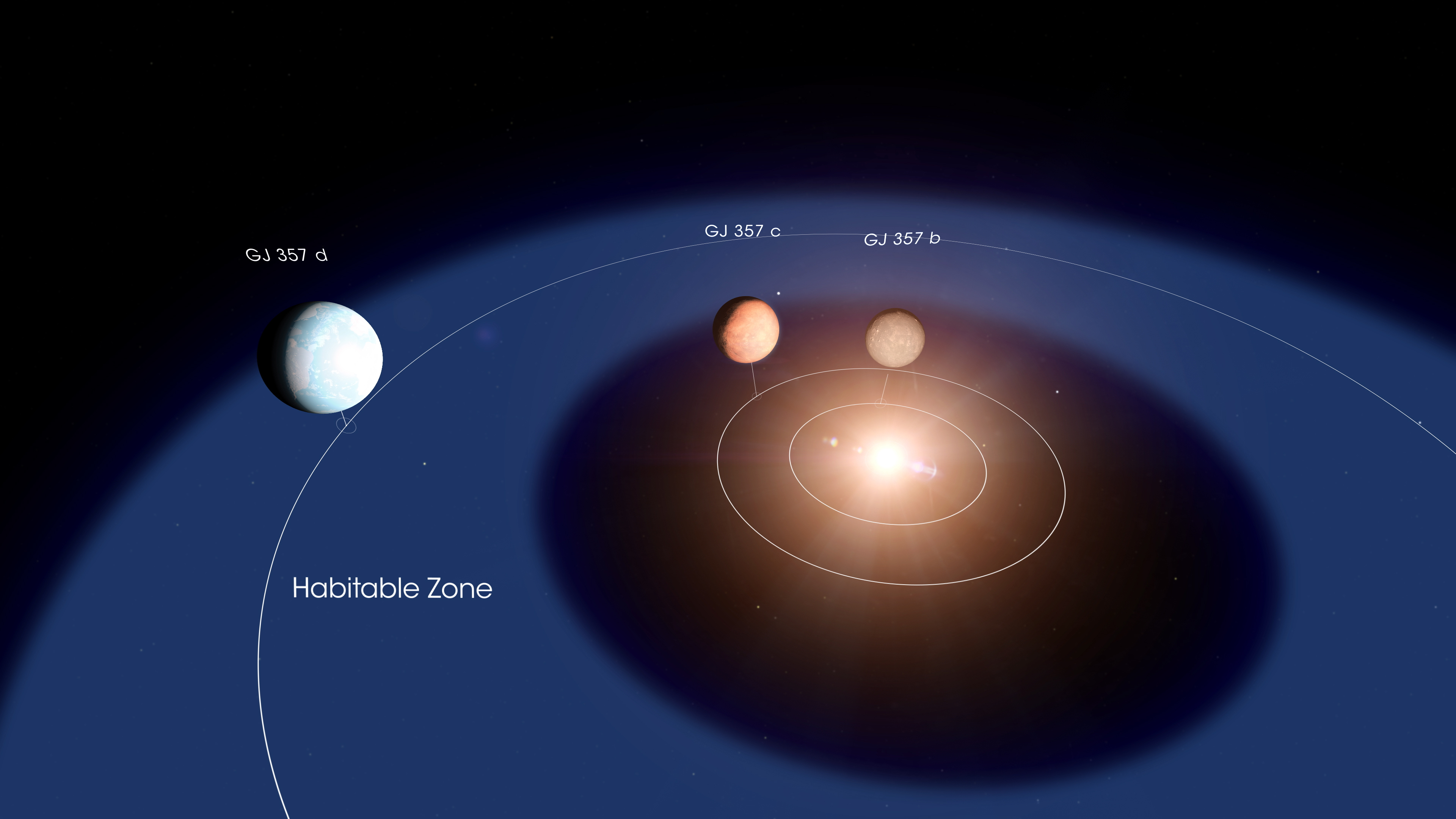
Chuyển động 3 ngoại hành tinh quay quanh nó